# 龙桥街道 (济宁市)
龙桥街道，是中华人民共和国山東省济宁市兖州区下辖的一个乡镇级行政单位。

## 行政区划
龙桥街道下辖以下地区：
维多利亚社区、九州方圆社区、牛旺社区、新龙社区、旧关村、西关村、龙桥村、牛旺村、韩楼村、李庙村、东韩村、五里庄村、范庄村、李湾村、范堂村、六里井村、薛庙村、刘官庄村和任老庄村。

## 人口
2010年中国第六次人口普查时，龙桥街道共有人口38081人。共有家庭11186户，平均每户3.10人。14岁以下的少年儿童共6130人，占总人口16.09%；15-64岁人口共29572人，占总人口77.65%；65岁及以上的老年人共2379人，占总人口的6.247%。男性共计19503人，占总人口51.21%；女性共计18578人，占总人口48.78%。本地居住的人口中，拥有本地户籍的人口为21011人，占55.17%。